# La Torre del Timbal i la Torre de la Campana
La Torre del Timbal i la Torre de la Campana són dos edificis molt propers que destaquen en l'skyline del nord de Pequín. S'hi pot arribar amb metro (línia Circle) baixant a l'estació de Gulou. Es troba en una zona d'hutongs. Van donar l'hora oficial fins al 1924 quan el darrer emperador (Pu Yi) va haver d'abandonar la Ciutat Prohibida. Antigament, de dia (cada dues hores nostres) el timbals marcaven l'hora mentre que de nit era la campana. Per al càlcul de les hores es feien servir clepsidres.
La Torre del Timbal fou construïda el 1272 en temps de Kublai Khan. L'actual Torre de la Campana fou reconstruïda, ja que l'anterior va sofrir un incendi 1747. Es diu que el toc de la campana de bronze es podia sentir a 20 quilòmetres de distància. Hi ha una llegenda que explica que el cosntructor de la campana no se'n sortia i la seva filla es va sacrificar i amb la seva sang es fa fondre una campana perfecta. Té una alçda de 47,9 metres.